# 女士的法则
《女士的法则》，2022年中国电视剧。该剧由李江明执导，江疏影、刘敏涛、彭昱畅领衔主演。该剧于2021年3月开机，同年6月杀青，于2022年5月9日央视八套黄金档和腾讯视频首播。臺灣由WeTV、iQIYI國際版更新播出。

## 播出时间
| 頻道     | 所在地   | 播映日期      | 播出時間                                                   | 備註 |
| -------- | -------- | ------------- | ---------------------------------------------------------- | ---- |
| 央視八套 | 中国大陆 | 2022年5月9日- | 黄金档每日19:30播出2集                                     |      |
| 腾讯视频 | 中国大陆 | 2022年5月9日- | 会员每日19点30分更新2集，首更6集 非会员每日19点30分更新1集 |      |
| WeTV     | 臺灣     | 2022年5月9日- | 会员每日19点30分更新2集，首更6集 非会员每日19点30分更新1集 |      |
| iQIYI    | 臺灣     | 2022年5月9日- | 会员每日19点30分更新2集，首更6集 非会员每日19点30分更新1集 |      |

## 演员列表

### 主要演員
| 演員   | 角色 | 介紹 |
| 江疏影 | 许婕 | 颯爽雷厲風行的職場女律師，因為在原本的城市青安市遇到情感及事業挫折，便受明堂事務所合夥人李功明之邀來到靜海市加入明堂，成為事務所的實習律師。她和陳染雖然秉持不同理念，但兩人都堅持用法律來捍衞正義。兩人逐漸從相識到相知，隨着一樁樁委託案的圓滿解決，兩人互為知己彼此信任。在互相救贖後，兩人聯手探尋事實，最終獲知受賄案的真相, 在這波折不斷的道路上不只結識了知心好友更遇到了屬於自己的真愛，愛情事業雙豐收。宋修的女朋友。               |
| 刘敏涛 | 陈染 | 高階女律師，外形幹練做事沉穩。她在外人看來是個成功人士，作為一名專業過硬的女律師，她在職場混的風生水起，儼然一副成功人士的樣子。但在私下裏，成功如她卻也要面對諸多情感難題。父親鋃鐺入獄後她始終在砥礪前行默探真相，與此同時，原本美滿的家庭也悄然出現危機，面對婚姻問題，一向堅毅的她也不禁展現出感性脆弱一面，直到许婕的出現性格相仿的兩人很快成為交心朋友並互相幫助解開事實真相戰勝正義，最後也順利成為明堂律所的高級合夥人，並懷有二胎。 |
| 彭昱畅 | 宋修 | 正義老實的律師，從實習律師到正式律師，他與許婕兩人之間的“姐弟戀”拒絕套路，共經風雨之後感情更加歷久彌堅，许婕的男朋友。 |

### 陳家/简家
| 演員   | 角色   | 介紹 |
| 刘之冰 | 陈文光 | 明堂律師事務所的創始人之一兼副主任，陳染和陈珂的爸爸，因為涉嫌非法经营被拘留调查，後住院過世。                                                   |
| 田岷   | 钱秋晴 | 陈文光的前妻，陳染的媽媽。 |
| 荣蓉   | 张清澜 | 陳文光的妻子，陈珂的媽媽，陳染的後媽。 |
| 师铭泽 | 陈珂   | 陳文光與張清瀾的兒子，陳染同父異母的弟弟，剛畢業的實習律師，一開始加入誠泰律師事務所調查陳文光的案子, 父親過世後離開誠泰轉到明堂律師事務所工作。 |
| 高鑫   | 简沛然 | 陳染的丈夫，因為理想接受公司調職到東北工作。 |
| 张梓豫 | 阳阳   | 本名：簡曉晨，简沛然與陳染的女兒。 |
| 孟秀   | 郑文娟 | 简沛然的媽媽，陳染的婆婆，阳阳的奶奶。 |

### 明堂律師事務所
| 演員   | 角色   | 介紹 |
| 高曙光 | 李功明 | 明堂律師事務所的創始人，宋修的師父, 邀請許婕來明堂調查陳文光的收賄案。 |
| 孔琳   | 唐影   | 明堂律師事務所的創始人之一兼高級合夥人，白寧的師父，後來跳槽到誠泰。 |
| 徐立   | 白宁   | 明堂律所的律師，唐影的徒弟，心高氣傲但為人正直，認真且有企圖心，一直把陳染當成假想敵的競爭對手。 |
| 陶昕然 | 蔣琼   | 明堂律所的律師，擅長離婚訴訟。 |
| 沙宝亮 | 贺刚   | 明堂律所的律師，擅長網路案件的訴訟, 與世無爭專心做好自己的律師工作不想參與其他鬥爭。方璞的先生。 |
| 赵奕欢 | 刘芳   | 陳染的助理，明堂的八卦廣播電台，公司內的大小事都知道。 |
| 孟可   | 莫妮卡 | 明堂律所行政部員工，明堂的八卦廣播電台，經常與刘芳一起討論八卦。 |
| 黄玥程 | 苗苗   | 明堂律所行政部主管，離職後將明堂律所的各戶資料與機密洩露給競爭對手城泰。 |
| 周澄奧 | 肖和   | 明堂律所實習律師，直球性格説話一針見血。在沒有進入明堂前，為師姐陳染暗地調查案件，積累諸多經驗，通過自己的努力，成功進入自己理想的律師所明堂。一路跟隨白寧層層磨練，從實習律師成長到自己能獨立受理案件, 從不打不相識的歡喜冤家到後來被白寧的認真拚勁所吸引而喜歡上她，喜歡白寧。 |

### 誠泰律師事務所
| 演員   | 角色   | 介紹 |
| 王策   | 黄耀庆 | 誠泰律師事務所的創始人，佳佳的舅舅，年輕時曾是明堂律師事務所的律師。 |
| 戴向宇 | 孙哲玮 | 許婕的前男友，作為一個高顏值，魅力難擋的都市精英男，他做事目的性很強，注重結果，野心勃勃，卻是個大冤種，對前女友許婕窮追不捨。想彌補挽回許婕但不斷被拒絕無視，誠泰律師事務所的高級合伙人，被黄耀庆請來負責收購明堂律所。 |
| 姚书豪 | 张闯   | 誠泰律師事務所的律師。 |
| 丁子玲 | 方璞   | 誠泰律師事務所的律師，賀剛的妻子。 |
| 尤浩然 | 汪涛   | 誠泰律師事務所的律師，宋修的好朋友。 |
| 王若珊 | 佳佳   | 誠泰律師事務所的實習律師，黄耀庆的姪女。 |

### 其他演員
| 演員   | 角色   | 介紹                                                                      |
| 朱铁   | 田茂   | 陳染的師兄，陳文光的徒弟兼辯護律師                                        |
| 高洋   | 鄭研   | 好貨到的員工，因懷孕而被辭退                                              |
| 黃政浩 | 葉飛   | 葉醫生                                                                    |
| 潘時七 | 張悱   |                                                                           |
| 木子洋 | 趙森   |                                                                           |
| 曹艳   | 曹慧   | 简沛然外遇對象                                                            |
| 李欣燃 | 大貓   | 简沛然公司的下屬                                                          |
| 范薇   | 甄小玉 | 適好酒店偷拍案受害者                                                      |
| 柯宇   | 文雅   | 白寧的高中同學，因受到PUA傷害後患有自閉症，一度病情好轉，最後卻選擇自殺。 |
| 吴任远 | 萬董   | 飛萊茵公司董事長，明堂律所的客戶。                                        |

## 收视率
| 中国 央視八套 首播收视率 （CSM59 4+） |               |        |          |      |          |
| 集數                                  | 播出日期      | 收视率 | 收视份额 | 排名 | 備註     |
| 1-2                                   | 2022年5月9日  | 0.606  | 2.430    | 5    | 上星首播 |
| 3-4                                   | 2022年5月10日 | 0.578  | 2.318    | 7    |          |
| 5-6                                   | 2022年5月11日 | 0.571  | 2.272    | 7    |          |
| 7-8                                   | 2022年5月12日 | 0.577  | 2.305    | 8    |          |
| 9-10                                  | 2022年5月13日 | 0.572  | 2.199    | 8    |          |
| 11-12                                 | 2022年5月14日 | 0.575  | 2.225    | 7    |          |
| 13-14                                 | 2022年5月15日 | 0.559  | 2.220    | 8    |          |
| 15-16                                 | 2022年5月16日 | 0.502  | 2.086    | 8    |          |
| 17-18                                 | 2022年5月17日 | 0.607  | 2.581    | 6    |          |
| 19-20                                 | 2022年5月18日 | 0.503  | 2.146    | 7    |          |
| 21-22                                 | 2022年5月19日 | 0.555  | 2.380    | 6    |          |
| 23-24                                 | 2022年5月20日 | 0.463  | 1.905    | 8    |          |
| 25-26                                 | 2022年5月21日 | 0.584  | 2.461    | 6    |          |
| 27-28                                 | 2022年5月22日 | 0.506  | 2.112    | 8    |          |
| 29-30                                 | 2022年5月23日 | 0.499  | 2.125    | 8    |          |
| 31-32                                 | 2022年5月24日 | 0.537  | 2.254    | 8    |          |
| 33-34                                 | 2022年5月25日 | 0.524  | 2.240    | 8    |          |
| 35-36                                 | 2022年5月26日 | 0.545  | 2.297    | 8    |          |
| 37-38                                 | 2022年5月27日 | 0.588  | 2.401    | 8    | 上星收官 |

1. 数据由广视索福瑞提供，调查范围为四岁以上之观众。
2. 以上收视排名包括央视在内。
3. 数据来源：卫视这些事儿

## 電視劇原声帶
| 曲序 | 曲目                     |               | 作曲           | 编曲       | 演唱           |
| ---- | ------------------------ | ------------- | -------------- | ---------- | -------------- |
| 1.   | 女士的法則（主題曲）     | 謝引風        | 解男           | 張楚弦     | 劉馨文         |
| 2.   | 孤單彩虹（片尾曲）       | 謝引風 張鈱軒 | 解男           | 薛巍 解男  | 馮佳琪         |
| 3.   | 醒（許婕人物主題曲）     | 張銘軒        | 張鈱軒         | 張楚弦     | 江疏影         |
| 4.   | 釋然（插曲）             | 林喬 凌波     | 7KEY-NKIDS     | 7KEY-NKIDS | 劉敏濤         |
| 5.   | 幸會的溫柔（情感主題曲） | 林喬 劉恩訊   | JANG KYUNGWEON | 馬小仙     | 摩登兄弟劉宇寧 |
| 6.   | 彼此（插曲）             | 林喬 凌波     | Jin            | 廖正星     | 夏瀚宇         |
| 7.   | 美麗的愛（插曲）         | 林喬          | 都智文         | 都智文     | 都智文         |
| 8.   | 城市月光（插曲）         | 黃鈞澤        | 黃鈞澤         | 凌雲       | 黃鈞澤         |